# NEXTSCOPE
NEXTSCOPE (Banks' Ware) とは、かつて日立製作所が提供していた地方銀行向け共同アウトソーシングソリューション。みちのく銀行、山陰合同銀行、肥後銀行の3行システム共同化を、日立が体系化したものである。

## 概要
2000年4月12日、共に従前から日立製ホストコンピュータとミドルウェアソフトを使用、加えて1980年代後半に千葉興業銀行と日立が共同で開発したエキスパートと呼ぶ勘定系パッケージソフトを導入し、業務手続手順が似通っており、またシステム担当者間の情報交換が密でもあったみちのく銀行、山陰合同銀行、肥後銀行、日立製作所との間で基幹系システム（勘定系システム）共同化で合意に達した。
合意に基づき共同システムの構築が開始され、2003年1月、先陣を切って肥後銀が、続いて同年5月6日には山陰合銀が、さらに同年7月21日にはみちのく銀がNEXTSCOPE（Banks'Ware)と呼ぶ共同システムの運用を開始した。
共同システムは肥後銀の勘定系、対外系、情報系などの一部をもとにして日立が新たに開発にあたった。3行は自行専用のメインフレームやサーバーを日立が岡山県に置くデータセンター内に設置。さらにバックアップセンターを横浜市磯子に置いた。また運用は日立が3行とそれぞれアウトソーシング契約を締結し、サービスを提供していた。
2016年11月11日、共同システムの契約期限が来るのを機に山陰合銀は、顧客のニーズへの迅速な対応とサービスの向上、システムの安全性強化、さらには同行のビジネス戦略を実現していくための先進性などの観点から、NTTデータ運営のNTTデータ地銀共同センターへ参加する方針を発表。共同システムから離脱の意向を明らかにした。その後、2020年1月に、地銀共同センターへのリプレースが行われた。
日立は、残る2行向けにオープン系Linuxサーバによる勘定系システムのBanks’ware for Open Platformを提案し、肥後銀行が2019年7月、みちのく銀行が2020年5月、それぞれ移行が完了し、メインフレームを利用した従来のNEXTSCOPEは稼働停止とされた。なお、みちのく銀行は2025年1月1日に青森銀行に吸収合併され解散、合併後の青森みちのく銀行では、旧青森銀行のNTTデータ地銀共同センターに片寄されたため、この時点で、Banks’ware for Open Platform採用行は肥後銀行のみとなっている。